# Llista de reis de Noruega

Escut de Noruega

Aquesta és una llista de Monarques de Noruega (en noruec: kongerekken o kongerekka) que comença l'any 872, després de la batalla de Hafrsfjord, quan el rei Harald Harfager va unificar diversos petits regnes amb el regne del seu pare. El regne de Harald va prendre el nom de Regne de Noruega. El regne és un dels més antics d'Europa i l'actual monarca, Harald V, és el seixanta-quatrè segons la llista oficial. Durant els interregnes, Noruega va ser governada per regents que adoptaven diferents títols.

## DinastiaYnling
L'historiador Snorri Sturluson explica que el rei Harald provenia de la dinastia Ynling (en nòrdic antic Ynglingeætten o Vella Dinastia) originària d'Uppsala. Erik el Sanguinari va ser l'únic rei després de la mort del seu pare, però també havia estat rei juntament amb ell durant tres anys. Després de la mort de Harald, Erik va governar com a "superior" dels seus germans, que també eren reis de territoris propis. Harald II també va governar com a "primer" entre els seus germans.

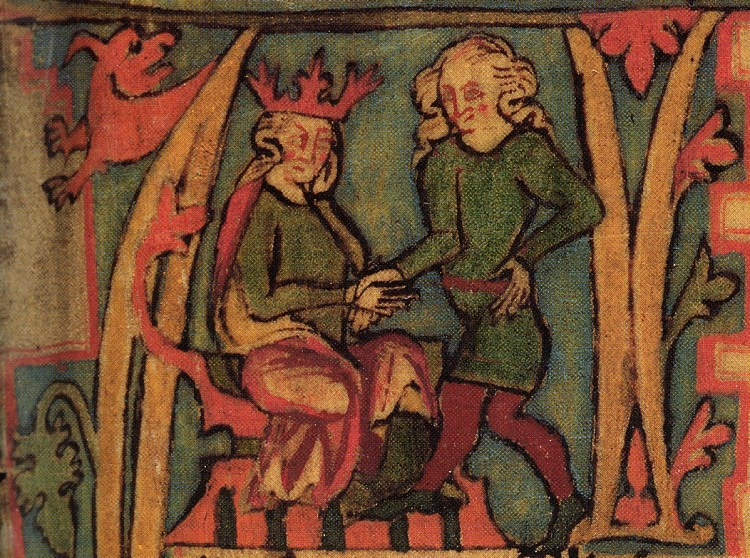
El Rei Harald rep Noruega de les mans del seu pare

El rei de Dinamarca Harald Blåtand es va proclamar rei de Noruega després de la batalla de Fitjar (circa 961) contra el rei Haakon, tal com s'explica al poema escàldic Hákonarmál. Va tenir el control del Regne de Viken, i va deixar que la resta de Noruega la governés Harald II, sotmès a la seva tutela. De fet, les dates dels seus governs són aproximades.
Després de la batalla de Svolder els danesos van ocupar Noruega dirigits per Sven Tveskæg (Svend I). Va controlar el Regne de Viken al que va convertir en vassall, mentre els Jarls de Lade Eirik Håkonsson i Sveinn Hákonarson governaven la part occidental de Noruega amb el títol de comtes. Aquests dos personatges són considerats reis de Noruega de facto des de l'any 1000 fins al 1015.
A partir de Canut el Gran (1028-1035), va governar Noruega una dinastia coneguda com els Jarls de Lade, segons diu la Heimskringla. La dinastia Hardrada (en noruec Hardrådeætta) va ser instaurada per Harald III de Noruega. Era una poderosa dinastia que va governar en diverses ocasions Noruega, L'Illa de Man, les Hèbrides Interiors i Exteriors i les Illes Òrcades.
L'any 1128 aproximadament va arribar a Noruega procedent probablement de les Hèbrides el que després seria el rei Harald IV, dit també Haraldr Gilli, que fundaria una dinastia que els historiadors anomenen Dinastia Gilli, que es va mantenir en el poder fins al 1162 amb el rei Haakon II de Noruega. Magne V va reinstaurar breument la dinastia Hardrada.
Amb Sverre Sigurdsson (1177-1202) es va iniciar la dinastia de Sverre, que va regnar en diverses èpoques al regne de Noruega i ocasionalment també al Regne d'Escòcia. Hi va haver reis d'aquesta dinastia a Noruega des del 1184 fins al 1319, excepte en un moment (1204-1217) en què va governar Inge II, de la dinastia Gilli.
- Harald Harfager - El de la Bella Cabellera (872-933)
- Erik - Destral sagnant o El Sanguinari (930-934)
- Haakon - El Bo (934-961)
- Harald II - (961-976)
- Haakon Jarl - (976-995)
- Olaf Tryggvason - (995-1000)
- Svend I - Barba tallada (999-1015)
- Olaf Haraldsson - El Gros o El sant (1015-1028)
- Canut - El Gran (1028-1035)
- Magnus I - El Bo (1035-1047)
- Harald III - El Despietat (1046-1066)
- Magnus II - (1066-1069)
- Olaf III - El Pacífic o El Quiet (1066-1093)
- Haakon Magnusson - (1093-1094)
- Magne III - El Descalç (1093-1103)
- Olaf Magnusson - (1103-1115)
- Eystein I - (1103-1123)
- Sigurd I - El Pelegrí de Jerusalem (1103-1130)
- Magne IV - El Cec (1130-1135)
- Harald IV - (1130-1136)
- Sigurd II - (1136-1155)
- Eystein II - (1142-1157)
- Inge I - (1136-1161)
- Haakon II - (1157-1162)
- Magne V - (1161-1184)
- Sverre Sigurdsson - (1177-1202)
- Haakon III - (1202-1204)
- Guttorm Sigurdsson - (1204)
- Inge II - (1204-1217)
- Haakon IV - El Vell (1217-1263)
- Magne VI - El Legislador (1263-1280)
- Erik II - (1280-1299)
- Håkon V - (1299-1319)

## DinastiaFolkung
Era una dinastia sueca originària del comtat d'Östergötland. En van formar part un gran nombre de reis, jarls i bisbes medievals suecs, i també tres reis noruecs i un de danès.
- Magnus VII - (1319-1343)
- Haakon VI - (1343-1380)
- Olaf IV - (1380-1387)

## Unió de Kalmar
La Unió de Kalmar (danès, noruec i suec: Kalmarunionen; finès: Kalmarin unioni; llatí: Unio Calmariensis) va ser una unió escandinava entre els regnes de Dinamarca, Noruega i Suècia que es va formar l'any 1397 i va durar fins al 6 de juny de 1523. Així, la unió incloïa zones com Finlàndia, Islàndia, Groenlàndia, les illes Fèroe, les illes Òrcades i les illes Shetland, i incloïa l'àrea políticament unida més gran de la història nòrdica. Després que Suècia abandonés la Unió, Dinamarca i Noruega es van mantenir en aliança fins a l'any 1814, amb importants canvis en la seva forma el 1536.
- Margarida I - (1387-1389)
- Eric de Pomerània - (1389-1442)
- Cristòfor de Baviera - (1442-1448)
- Carles I Knutsson - (1449-1450)
- Cristià I - (1450-1481)
- Joan I - (1481-1513)
- Cristià II - (1513-1523)

## Unió ambDinamarca
L'any 1523 els nobles danesos i noruecs van obligar al rei Cristià II a dimitir, i Frederic I de Dinamarca es va convertir en rei de Noruega i Dinamarca.
- Frederic I - (1523-1533)
- Cristià III - (1534-1559)
- Frederic II - (1559-1588)
- Cristià IV - (1588-1648)
- Frederic III - (1648-1670)
- Cristià V - (1670-1699)
- Frederic IV - (1699-1730)
- Cristià VI - (1730-1746)
- Frederic V - (1746-1766)
- Cristià VII - (1766-1808)
- Frederic VI - (1808-1814)
- Cristià VIII - (1814)

## Unió ambSuècia
A causa del Tractat de Kiel que obligava a Dinamarca, aliada de Napoleó, a cedir Noruega al regne suec, Carles XIII de Suècia es va convertir també en rei de Noruega, on regnà amb el nom de Carles II, a partir del 4 de novembre de 1814. Igual que a Suècia, però, era un rei purament nominal. A partir de l'any 1818, va regnar a Suècia i a Noruega la dinastia Bernadotte, que actualment encara regna a Suècia.
- Carles II - (1814-1818)
- Carles III - (1818-1844)
- Òscar I - (1844-1859)
- Carles IV - (1859-1872)
- Òscar II - (1872-1905)

## Regne deNoruega
Haakon V va ser el primer rei de Noruega l'any 1905, després de la dissolució de la Unió Reial que l'unia a través de la monarquia amb Suècia.
- Haakon VII - (1905-1957)
- Olaf V - (1957-1991)
- Harald V - Des de 1991